# Hakushaku to yōsei
Hakushaku to yōsei (jap. 伯爵 と 妖精) – manga i anime stworzone na podstawie light novel autorstwa Mizue Tani (znane również jako Earl and Fairy). Opowiada o losach 17-letniej dziewczyny, która współpracuje z przystojnym hrabią.
Powieść wizualna na PlayStation 2 wydana została 30 kwietnia 2009.

## Opis fabuły
Lydia Carlton to z pozoru normalna, 17-letnia dziewczyna. Jest jednak jednym z ostatnich „wróżkowych doktorów”, którzy widzą i czują obecność wróżek i istot magicznych. Któregoś dnia otrzymuje pocztówkę od ojca i, jak mniema, przypadkowo zostaje zamotana w spisek. Z opresji ratuje ją przystojny młodzieniec, który okazuje się być hrabią (jap. hakushaku). Przedstawia się jako Edgar J. C. Ashenbert. Lydia zgadza się mu pomagać, nie wiedząc, że hrabia zupełnie nieprzypadkowo poprosił o pomoc właśnie ją.

## Bohaterowie
Lydia Carlton (jap. リディア・カールトン)
Seiyū: Nana Mizuki 
Dziewczyna mieszkająca w Szkocji, pół-sierota, która po matce dziedziczy zdolność widzenia istot magicznych – wróżek – i stąd jest jedną z ostatnich tzw. „wróżkowych doktorów”. Któregoś dnia zupełnie niespodziewanie zostaje uwikłana w przygody przystojnego hrabiego Edgara. Przez całą opowieść rzadko widzi się z kochanym ojcem. W opowieści pojawia się też Paul, malarz, który zdaje się znać Edgara jeszcze jako małego chłopca, a którego Lydia bardzo polubiła oraz jej dawny adorator, Kelpie, który usiłuje zabrać ją do Świata Wróżek. Lydia posiada duży zakres wiedzy o magicznym świecie wróżek. Jest uparta i ma skłonność do postępowania i mówienia rzeczy tylko i wyłącznie zgodne ze swoimi przekonaniami. Ma rude włosy (nazwane przez Edgara „karmelowymi”) i zielone oczy.
Edgar J. C. Ashenbert (jap. エドガー・J・C・アシェンバート)
Seiyū: Hikaru Midorikawa 
Edgar to przystojny i wyrafinowany hrabia, który od początku opowieści stara się złagodzić serce Lydii. W stosunku do niej jest czuły i zachowuje się jak gentleman. Prawi jej komplementy i stara się spędzać z nią jak najwięcej czasu. Między nim a Kelpie często dochodzi do nieprzyjemnych starć, gdyż jeden jak i drugi są zazdrośni. Hrabia jest przystojny, ma blond włosy i „fiołkowe oczy”.
Edgar jest praktycznie rzecz biorąc głównym obiektem opowieści, który sprawia, że wokół niego ciągle się coś dzieje. Jego czyny są dwuznaczne. Uprzejmy gentleman nie waha się zagrozić czy oszukać. Jest postacią, która by osiągnąć swój cel potrafi nawet skrzywdzić; początkowo próbuje w ten sposób zmusić Lydię do współpracy, później zmienia taktykę. Jego nastawienie cały czas ewoluuje pod wpływem rosnącego i zmieniającego się uczucia do Lydii. W zamian za legendarny Miecz Błękitnego Rycerza, przysiągł przed Królową Syren być władcą Świata Wróżek. Wymigał się od mariażu z Władczynią Świata Wróżek tłumacząc się miłością do Lydii. Nie wiadomo do końca na ile jego intencje są uczciwe, Lydia widząc to zachowuje w stosunku do niego rezerwę.
Kelpie (jap. ケルピー)
Seiyū: Takehito Koyasu 
Kelpie, czyli nadnaturalny koń wodny. Dawny adorator Lydii Carlton jak i jedna z magicznych postaci w anime. Posiada zdolność oczyszczania wody, dzięki czemu pomógł Lydii, gdy Edgar został otruty. Potrafi zmieniać postać (staje się czarnym Morskim Koniem). Cały czas walczy o uczucia Lydii i woli działać niż mówić. Często grozi Edgarowi, że jeśli ją skrzywdzi, to go pożre, choć przez wzgląd na Lydię obiecał nie zjadać ludzi. Widać wyraźnie, że kocha Lydię i stara się zwrócić jej uczucia na siebie. Nie może się pogodzić z zaręczynami Lydii i Edgara, i wciąż pragnie zabrać ją do swojego świata. Ma czarne włosy i oczy.
Nico (jap. ニコ)
Seiyū: Hiro Yūki 
Nico to wróżkowy kot Lydii, który mówi i zachowuje się jak człowiek. Często pomaga i doradza Lydii, choć nie zawsze bohaterka chce go słuchać. Na początku nie darzy sympatią Edgara, z czasem jednak przyzwyczaja się do niego i nawiązuje się między nimi więź. Nie żyje w zgodzie z Kelpie’m. Ma dobre układy z wszelkimi wróżkami i dzięki niemu Lydia i Edgar mają z nimi łatwiejszy kontakt. Ma szare futerko, często nosi garnitur i pije szkocką whisky. Jak twierdzi Lydia, ma złe maniery.
Raven (jap. レイヴン)
Seiyū: Tomokazu Sugita 
Raven to 18-letni sługa Edgara, „zły duch” który posiada wielką moc. W razie zagrożenia bezwzględnie chroni swego pana wykorzystując swe umiejętności walki i magię. Wystarczy mu niewielki sztylet by pokonać dużą liczbę przeciwników. Całą duszą oddany Edgarowi jest gotów stale pomagać mu i chronić jego narzeczoną. Praktycznie nic nie wiadomo o jego przeszłości. Ma ciemną karnację, głęboko zielone oczy i czarne włosy.
Paul Ferman (jap. ポール・ファーマン)
Seiyū: Hiroshi Kamiya 
Malarz, dobry przyjaciel Edgara. Dobrze dogaduje się z Lydią. Niewiele o nim wiadomo. Kiedyś przyprowadził do Edgara dziewczynę-banshee, która płakała bursztynami, co zwiastowało śmierć w rodzie lub rodzinie. Przez chwilę było widać uczucia jakimi darzy ów nieznajomą. Ma brązowe, kręcone włosy i ciemne oczy.
Ermine (jap. アーミン)
Seiyū: Sayaka Ohara 
Ermine to tzw. „selkie”, selkia, czyli dziewczyna-foka, która zgodnie z legendą, gdy chce wyjść na ląd, musi zdjąć swoją foczą skórę. Niegdyś służąca Edgara, starsza siostra Ravena, zamordowana w czasie ucieczki Edgara spod władzy tzw. Księcia. Nie wiadomo do końca czy ów Książę po śmierci zmienił ją w selkie i zmusił do działania na niekorzyść Edgara, czy też była nią przed śmiercią. Wspomniano w opowieści, że Książę ma jej foczą skórę, więc musi mu służyć. Jest opisana bardzo enigmatycznie i niekonsekwentnie, ale wiadomo, że dla Edgara również była jak rodzina.

## Muzyka
Opening:
- „Feeling” – AciD FLavoR

Ending:
- „My Fairy” – Hikaru Modorikawa